# Luncani (okręg Kluż)
Luncani (węg. Aranyosgerend) – wieś w Rumunii, w okręgu Kluż, w gminie Luna. W 2011 roku liczyła 1337 mieszkańców.